# Zweiter Anglo-Birmanischer Krieg

Karte des Gebiets mit dem durch die Briten annektierten Gebiet

Der Zweite Anglo-Birmanische Krieg war eine bewaffnete Auseinandersetzung zwischen Birma und dem Vereinigten Königreich von Großbritannien und Irland und dauerte von 1852 bis 1853.

## Ursache und Verlauf
1850 zwang der Gouverneur von Rangun, Maung Ok, einen britischen Händler, 16.000 Rupien Gebühr für den Stapellauf eines Schiffes zu zahlen. Der Händler beschwerte sich beim Generalgouverneur von Britisch-Indien Lord Dalhousie. Im folgenden Sommer ließ Maung Ok zwei britische Kapitäne wegen Mordes verhaften und setzte sie gegen eine Zahlung von 920 Pfund Sterling auf freien Fuß. Die Kapitäne wandten sich mit Entschädigungsforderungen an Dalhousie.
Lord Dalhousie hatte gerade den Zweiten Sikh-Krieg beendet und sandte Kommodore George Lambert mit vier Schiffen nach Rangun, um die Angelegenheit zu regeln. Einen Tag nach seiner Ankunft forderte Lambert König Pagan Min ultimativ auf, Maung Ok aus seinem Amt zu entfernen und Entschädigung zu leisten. Pagan Min entfernte den Gouverneur aus seinem Amt und versprach, der Geldforderung nachzukommen. Der neue Gouverneur lehnte in beleidigender Form ein Treffen mit britischen Offizieren ab. Hierauf blockierte Lambert den Hafen von Rangun und brachte birmanische Schiffe auf. Birmanische Küstenbatterien eröffneten das Feuer, wurden aber schnell durch die HMS Fox zum Schweigen gebracht.
Am 15. März 1852 sandte Lord Dalhousie ein Ultimatum und eine Forderung über eine Million Rupien an den König und kündigte Kampfhandlungen an, falls seine Forderungen nicht bis zum 1. April 1852 erfüllt sein sollten. Die Army of Ava wurde mit 8.100 Mann unter dem Befehl General Henry Thomas Godwins nach Rangun entsandt. Kommodore Lambert befehligte die Flotte.
Als keine Antwort auf das Ultimatum erfolgte, begannen die Briten die Kampfhandlungen mit der Einnahme des Hafens Martaban am 5. April 1852 durch das 18th Regiment of Foot (Royal Irish). Am Sonntag, den 11. April eröffneten Dampfer das Feuer auf Befestigung in Rangun, auf der rechten Flussseite und Dala auf der linken. Dala fiel am gleichen Tag. In den Morgenstunden des 12. April begann der Angriff auf Rangun. Zwei Tage später, am 14. April, wurde nach heftigen Kämpfen der Shwedagon-Pagode in Rangun erobert.
Pathein fiel am 19. Mai 1852, Bago am 3. Juni. Am 9. Oktober fiel Pyay. Im Dezember teilte Dalhousie dem König mit, dass die Provinz Pegu mit dem südlichen Irrawaddy-Tal annektiert sei und weiterer Widerstand mit der Einverleibung des gesamten Königreichs enden würde. 
Am 20. Januar 1853 wurde der Anschluss der Provinz Pegu an Britisch-Indien offiziell verkündet. Ein Friedensvertrag wurde nicht unterzeichnet und kleinere Kampfhandlungen fanden noch monatelang statt. In Birma war es inzwischen zu einem Bürgerkrieg gekommen, der mit der Absetzung Pagan Mins endete. Nachfolger wurde Mindon Min, dem nichts übrig blieb, als den Verlust der Provinz Pegu zu akzeptieren.
Die Eroberung Pegus schloss die Lücke zwischen den britischen Besitzungen Arakan und Tenasserim und brachte die britische Kolonialmacht in den Besitz ausgedehnter Teak-Wälder.